# Richard Bukacki
Richard Franciscus Bukacki (Axel, 23 mei 1946 – Sint-Niklaas, 12 januari 2024) was een Nederlands wielrenner, die vooral succesvol was in kermiskoersen. 
Hij was zoon van Paula Johanna. Seghers en Leon Bukacki, wonende aan de Julianastraat. Vader was een Poolse militair die meehielp in 1944 Axel te bevrijden in de Tweede Wereldoorlog, maar keerde na de Europese slagvelden terug vanwege de liefde. Broer Carlo fietste ook in zijn jonge jaren, maar kwam niet voorbij de amateurstatus. Bukacki was getrouwd maar had zijn laatste levensjaren een levenspartner in Marieken Van Puyenbroeck. 
Hij kreeg enige plaatselijke bekendheid als aspirant wielrenner en “nieuweling” in en om Axel in 1962 en 1963. Zijn bekendheid groeide toen hij als amateur deelnam aan de Pijl van het Zuiden, een meerdaagse wielerkoers in Luxemburg; het is dan 1965. 
In 1968 werd beroepswielrenner. In 1969 reed hij enkele dagen in de groene trui in de Vuelta. Met de Caballero-ploeg won hij de proloog van Parijs-Nice in 1970. Hij maakte deel uit van de wielergeneratie Fedor den Hertog, Harm Ottenbros en Gerard Vianen. 
Gijs Zandbergen en Wout Koster legden zijn leven in 1986 vast in Een wielrenner die rijdt steekt zijn hand niet op. Hij werd toen aangekondigd als “tijdens hun carrière uitblonken” en deelnemer aan ongeveer 2000 kermiskoersen. Andere renners die in het boek beschreven waren, waren die de minsten: Rini Wagtmans, Walter Godefroot, Roy Schuiten, Aad van den Hoek, Jan Raas, Albert Van Damme en René Pijnen. 
Bukacki woonde in België. Hij overleed in januari 2024 na enige tijd ziek te zijn geweest.

## Belangrijkste overwinningen
1969
- Memorial Fred De Bruyne

1970
- Proloog Parijs-Nice (Ploegentijdrit)

1972
- Memorial Fred De Bruyne

1975
- Gullegem Koerse

1980
- GP Raf Jonckheere

## Resultaten in voornaamste wedstrijden
| Jaar | Ronde van Italië | Ronde van Frankrijk | Ronde van Spanje |
| ---- | ---------------- | ------------------- | ---------------- |
| 1968 |                  |                     |                  |
| 1969 |                  |                     | opgave           |
| 1970 |                  |                     |                  |

| Jaar | Milaan-San Remo | Parijs-Tours |
| ---- | --------------- | ------------ |
| 1968 |                 | 82e          |
| 1969 |                 |              |
| 1970 | 144e            |              |